# Малур (озеро)
Малур (англ. Malheur Lake) — одно из озёр национального заповедника дикой природы «Малур» в округе Харни в американском штате Орегон. Озеро расположено примерно в 29 км к юго-востоку от города Бернс и представляет собой болото, питаемое рекой Доннер-унд-Блитцен с юга и рекой Силвайс с севера. Воды озера Малур периодически переливаются в озеро Мад (англ. Mud Lake; дословно — «грязное озеро») на западе, а оттуда — в озеро Харни.
Западная часть озера Малур состоит из прудов, разделённых небольшими островками и полуостровами. Центральная и восточная части озера более открыты. Озеро мелководно и является подходящей средой обитания для перелётных и водоплавающих птиц и водных растений.
Как это типично для озёр Великого бассейна, площадь поверхности озера Малур резко меняется в зависимости от погоды, климата и времени года, поскольку оно находится на плоской местности. Большое влияние на объём воды в озере оказывает таяние снега, особенно с гор Стинс к югу от озера. Например, таяние мощных снежных покровов в середине 1980-х годов привело к расширению озера примерно со 170 до 410 км² в течение трёх лет, что вызвало затопление обычно засушливых районов и повреждение ветки железной дороги Oregon Eastern Railway. Вскоре после засухи в начале 1990-х годов размер озера сократился до 0,8 км², на его дне обнажились значительные площади илистых отложений.

## Геология
Озеро Малур является остатком намного большего плейстоценового озера, воды которого стекли на восток к реке Малур, притоку реки Снейк. Размер этого древнего озера, существовавшего во времена более влажного климата, оценивается в 2300 км², а максимальная глубина — в 11 метров. Сток воды изначально находился около нынешнего города Нью-Принстон, но со временем переместился к северу, к нынешнему городу Крейн. Большая часть первоначального дна озера с тех пор превратилась в пустыню или в периодически затапливаемые луга. Озёра Мад и Харни также являются остатками первоначального плювиального озера.
Озёра, а также близлежащие болота и илистые отложения являются частью бессточного бассейна Харни, имеющего площадь 14 000 км².

## Экология
Озеро Малур богато водной и околоводной растительностью и является важным местом гнездования и кормления многих водоплавающих и перелётных птиц. Фауна озера представлена утками, гусями, лебедями, цаплями, чайками, крачками и поганками.

### Радужная форель бассейна озера Малур
Радужная форель Большого бассейна (Oncorhynchus mykiss newberri) имеет ограниченный доступ к озёрам Малур и Харни из-за развития орошения, прокладывания каналов, осушения болот и высокой щёлочности. В озеро была привнесена несвойственная местной экосистеме популяция карпа, что нанесло значительный ущерб среде обитания. Озеро Харни много лет было непригодным для обитания радужной форели из-за своей высокой щёлочности. На сегодняшний день радужная форель широко распространена в небольших и средних ручьях бассейна озера Малур.
Радужная форель является подвидом, адаптированным к экосистеме бассейна озера Малур. В этих закрытых, запустыненных бассейнах радужная форель эволюционировала, чтобы выжить в средах с экстремальными значениями как потока воды, так и температуры. Всего во внутреннем бассейне озёр Малур и Харни насчитывается 10 популяций радужной форели. В прошлом потоки бассейна были взаимосвязаны, и рыбы из популяций свободно перемещались по озёрам и ручьям бассейна.
Несмотря на то, что радужная форель не является официально признанным видом, находящимся под угрозой исчезновения, она считается важным ресурсом. Законом 2000 года о государственном управлении и защите горы Стинс в Орегоне была выделена территория для защиты и проведения исследований местной радужной форели.